# Come Back, Africa
Come Back, Africa es una película sudafricana de 1959 escrita, producida y dirigida por el cineasta independiente estadounidense Lionel Rogosin. Contó con las actuaciones de Vinah Makeba, Zachria Makeba, Molly Parkin y Miriam Makeba en los papeles principales.
La película tuvo un profundo efecto en el cine africano, y aún se considera de gran importancia histórica y cultural, como un documento que preserva la herencia de las aldeas de Sudáfrica en los 50. Se puede clasificar como un reportaje, documental, película histórica o cine político, dado que plasma eventos y personas reales.

## Sinopsis
Come Back, Africa es una historia protagonizada por sudafricanos negros, de cuyas propias experiencias se derivan los acontecimientos de la película. Desesperado por alimentar a su familia, un joven zulú llamado Zachariah abandona su kraal asolado por el hambre para trabajar en las minas de oro de Johannesburgo. Al final se instala en uno de los municipios de la época del apartheid, pero se encuentra con un aluvión de infames leyes de paso sudafricanas que restringen todos sus movimientos. Zachariah se entera de que no puede buscar empleo sin un pase, pero paradójicamente, no puede obtener un pase sin empleo. Mientras tanto, su familia es amenazada constantemente con el exilio o el encarcelamiento si no cumple con estas normas draconianas.
Zachariah se ve obligado a realizar una serie de trabajos ocasionales como vadalecto, empleado de garaje, camarero y trabajador público, ridiculizado, insultado y condenado al ostracismo por los insensibles superintendentes afrikáners. Mientras luchan por mantener su hogar, incluso Vinah, la esposa de Zachariah, se ve obligada a aceptar el servicio doméstico; vive en la propiedad de un terrateniente blanco, lejos de su marido. Cuando éste la visita una tarde solitaria, es detenido por la policía, acusado de allanamiento de morada.
Al salir de la cárcel, Zachariah descubre que Vinah ha sido asesinada por Marumu, un famoso matón de Sophiatown, tras resistirse a varias insinuaciones sexuales no deseadas. Su abrumadora sensación de tormento, impotencia y frustración pretende captar el resentimiento de la población autóctona de Sudáfrica. Al negárseles los derechos civiles básicos, muchos deben tejer un inhumano camino de supervivencia a través de la miríada de códigos raciales legales y no oficiales, mientras sus familias se desintegran en las violentas calles de los townships. Algunos, como Zachariah, están totalmente indefensos en esta lucha, divididos entre la supresión calculada del apartheid y las atrocidades sin sentido del crimen organizado.

## Reparto

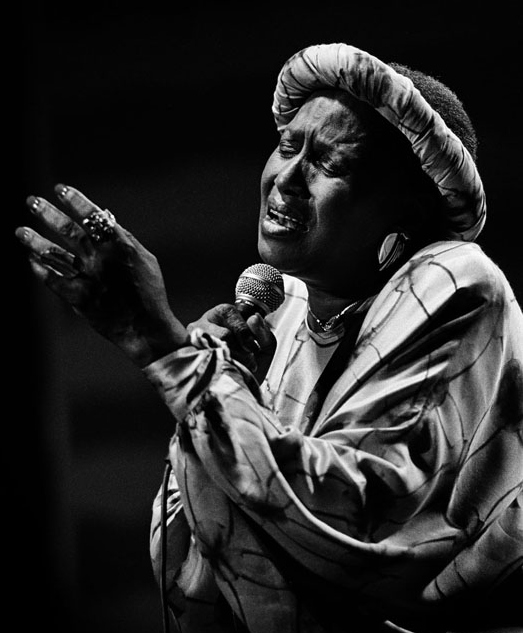
La cantante y activista sudafricana Miriam Makeba interpretó uno de los papeles en el filme

| Actor          | Personaje |
| -------------- | --------- |
| Zacharia Mgabi | Zachariah |
| Vinah Bendile  | Vinah     |
| Miriam Makeba  | Miriam    |
| Lewis Nkosi    | Lewis     |
| Morris Hugh    | Morris    |
| Can Themba     | Can       |
| Myrtle Berman  | Myrtle    |
| George Malebye | George    |
| Hazel Futa     | Hazel     |
| Bloke Modisane | Bloke     |
| Martha         | Tía       |

## Concepto
Come Back, Africa tuvo un profundo efecto en el cine africano y aún en la actualidad conserva una gran importancia histórica y cultural como documento que preserva el patrimonio de los townships de Sudáfrica en la década de 1950. Puede clasificarse como reportaje, documental, película histórica o cine político, ya que presenta hechos y personas reales. Por otra parte, revela una interpretación de hechos sociales significativos y una fuerte asunción ética hacia comportamientos humanos como el racismo.
Al igual que On the Bowery, el primer largometraje de Rogosin, Come Back, Africa es una película con guion basada en una narrativa de ficción. Sin embargo, a diferencia del cine convencional y en contra de la tradición de Hollywood, sus actores son gente de la calle que improvisan experiencias vividas. Esto la convierte en un híbrido de película de ficción y documental, género conocido como docuficción.
Tanto Lionel Rogosin, en Estados Unidos, como Jean Rouch, en Francia, son considerados herederos del cineasta clásico Robert Flaherty por razones similares. Ambos utilizaron actores aficionados que interpretaban sus propios papeles en busca de la verdad o para desvelar algún misterio oculto más allá de la realidad: Rogosin, sostenido por fuertes creencias ideológicas, Rouch, inspirado por el surrealismo, que creía que era un medio útil para revelar el cine de realidad (cinéma-vérité) y también una importante herramienta a utilizar por un etnógrafo para la investigación científica. Siguiendo caminos diferentes para llegar a resultados similares, ambos convergieron en la etnoficción y lograron resultados satisfactorios.

## Recepción
En Rotten Tomatoes, la película cuenta con un 92 % de aprobación de la crítica basada en 13 reseñas. Para el crítico Joe Williams, «la película es más eficaz como documental etnográfico, con imágenes de cine verité de los privilegios de los blancos y la pobreza de los negros». Stephen Witty del Newark Star-Ledger afirmó que «aunque las imágenes y los sonidos no son suficientes para constituir una gran película por sí mismos, dan lugar a un documento fascinante». Escribiendo para Slant Magazine, Bill Weber manifestó que se trata de «un artefacto sólido y conmovedor de la crueldad de la Sudáfrica de finales de los años 1950, en la que la música a menudo hace soportable la desesperación y la ira largamente reprimida».